# جیمی بوید
جیمی بوید (انگلیسی: Jimmy Boyd؛ ۹ ژانویهٔ ۱۹۳۹ – ۷ مارس ۲۰۰۹) یک هنرپیشه، بازیگر سینما، و خواننده اهل ایالات متحده آمریکا بود.